# Antón Risco
Antón Martínez-Risco Fernández (Allariz, 1926-Vigo, 1998) és un escriptor gallec conegut per Antón Risco.
Fill de l'escriptor Vicente Martínez-Risco e Agüero (Vicente Risco). Creix a Ourense, on aviat es manifesta el seu esperit inquisitiu i imaginatiu. Comença dret, però prefereix viure, llegir i pensar. Abandona els estudis i treballa en una fosca oficina. Reprèn filosofia i lletres, estudis que conclou amb facilitat. Es converteix en deixeble de Rafael Lapesa. Amb més de 30 anys decideix marxar a Tolosa del Llenguadoc com a lector de castellà i al cap d'uns anys es trasllada a Eugene-Oregon (EUA), on roman un curs. Passa a la Universitat Laval, al Québec, on Antón Risco serà successivament professor i catedràtic, durant 30 anys. S'interessa profundament pel nacionalisme canadenc francòfon. Simpatitzant comunista, evolucionarà cap al nacionalisme. Al final dels seus dies escull tornar a Galícia, però la malaltia acaba amb ell. La figura d'Antón Risco cobra una especial rellevància en la literatura gallega per la seva obra de creació, en la qual destaquen les novel·les Memorias dun emigrante (1986), Premi Nacional de la Crítica 1987, As metamorfoses de Proteo (1989), Mascarada (1995) o Os fillos do río (pòstuma, 1999).